# 泰山区 (泰安市)
泰山区（たいざん-く）は、中華人民共和国山東省泰安市に位置する市轄区。

## 行政区画
下部に5街道、2鎮、1郷を管轄する。
- 街道:岱廟街道、財源街道、泰前街道、上高街道、徐家楼街道
- 鎮:省荘鎮、邱家店鎮
- 郷:大津口郷

## 観光地
- 泰山:五嶽における東嶽。「五嶽之首」や「五嶽独尊」の異称を有す
- 岱廟園林
- 黒竜潭